# 户户通

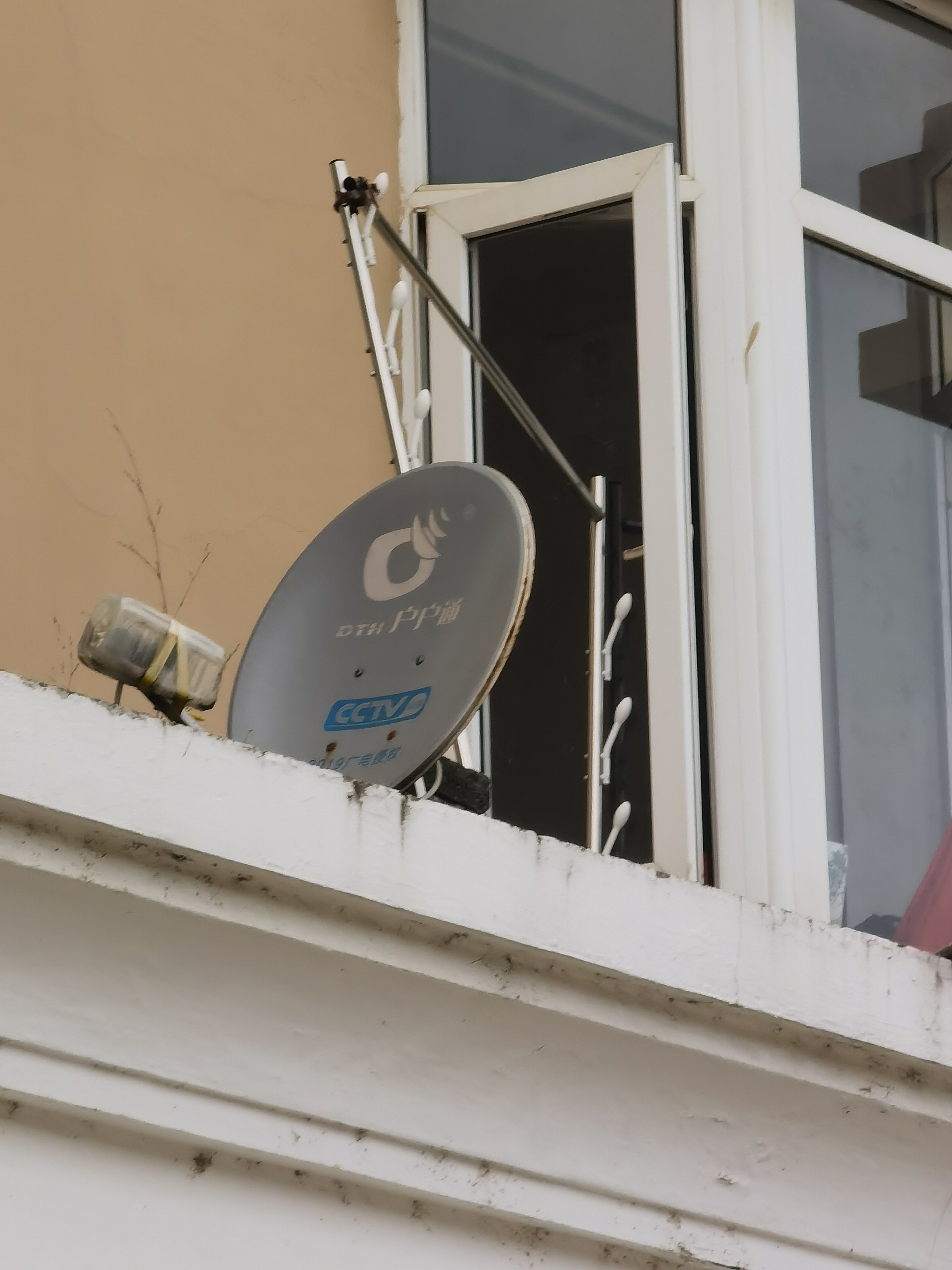
一个户户通卫星碟型天线

“户户通”（Direct to Home，DTH）直播卫星电视服务，是经中国共产党中央委员会宣传部批准，由中华人民共和国国家广播电视总局卫星直播管理中心组织实施的直播卫星（Direct Broadcasting Satellite，DBS）或“直播卫星+地面数字电视”广播电视新服务，其目的是解决有线电视未通达的农村地区群众长期无法收听收看广播电视的问题，是村村通工程的升级工程。  可通过直播管理中心查询是否在直播卫星服务区域行政村（社区、居）。服务区域范围内的群众可通过自愿购买"户户通"接收设施，免费收看中国中央电视台第1至第16套节目、本省1套卫视高清节目、中国教育电视台第1套和7套少数民族电视节目，以及13套中央人民广播电台节目、3套中国国际广播电台节目和本省1套广播节目；节目均集中在中星9号上，采用Ku频段传输。
根据《卫星电视广播地面接收设施管理规定》，个人不得安装和使用卫星地面接收设施；但是如有特殊情况（比如收不到当地电视台、电视转播台、电视差转台、有线电视台的电视节目），个人可申请安装卫星地面接收设施接收境内电视节目。 因此，“户户通”是中华人民共和国个人唯一可以合法安装的卫星地面接收设施。
截至2023年12月底，直播卫星户户通开通用户数量总计已超1.35亿户。

## 技术规范
- 卫星接收设施技术标准

《卫星直播系统综合接收解码器（加密标清定位型）技术要求和测量方法》（GD/J035-2011
《卫星直播系统综合接收解码器（标清卫星地面双模型）技术要求和测量方法》（GD/J 036—2011）
《卫星直播系统综合接收解码器（“村村通”专用型）技术要求和测量方法》（GD/J027—2011）
- 视频和音频编码标准

视频编码标准是GB/T 17975.2-2000《信息技术运动图像及其伴音信息的通用编码第2部分：视频》
音频编码标准是GB/T 17191.3-1997《信息技术具有1.5Mbit/s数据传输率的数字存储媒体运动图像及其伴音的编码第3部分：音频》和GB/T 17975.3-2003《信息技术运动图像及其伴音信息的通用编码第3部分：音频》
- 接收器类型

卫星直播系统高清综合接收解码器（智能基本型—卫星地面双模）
卫星直播系统高清综合接收解码器（智能基本型）

## 平台节目
目前，户户通可收看的电视频道和广播频道如下：

### 全国覆盖节目（高清电视）
- CCTV-1高清
- CCTV-2高清
- CCTV-4高清
- CCTV-6高清
- CCTV-7高清
- CCTV-8高清
- CCTV-9高清
- CCTV-10高清
- CCTV-11高清
- CCTV-12高清
- CCTV-13高清
- CCTV-14高清
- CCTV-15高清
- CCTV-5+高清
- CCTV-17高清
- CGTN高清
- 重温经典频道高清
- 北京卫视高清
- 上海东方卫视高清
- 重庆卫视高清
- 湖南卫视高清
- 黑龙江卫视高清
- 浙江卫视高清
- 四川卫视高清
- 深圳卫视高清
- 东南卫视高清
- 湖北卫视高清
- 海南卫视高清
- 内蒙古卫视高清
- 江苏卫视高清
- 山东卫视高清
- 青海卫视高清
- 西藏卫视高清
- 吉林卫视高清

### 全国覆盖节目（标清电视）
- CCTV-1
- CCTV-2
- CCTV-3
- CCTV-4
- CCTV-5
- CCTV-6
- CCTV-7
- CCTV-8
- CCTV-9
- CCTV-10
- CCTV-11
- CCTV-12
- CCTV-13
- CCTV-14
- CCTV-15
- CCTV-17
- CGTN

- CETV-1
- CETV-2
- CETV-4
- 北京卫视
- 天津卫视
- 河北卫视
- 山西卫视
- 内蒙古卫视
- 辽宁卫视
- 吉林卫视
- 黑龙江卫视
- 上海东方卫视
- 江苏卫视
- 浙江卫视
- 安徽卫视
- 福建东南卫视
- 江西卫视
- 山东卫视
- 河南卫视
- 湖北卫视
- 湖南卫视
- 广东卫视
- 广西卫视
- 海南卫视
- 重庆卫视
- 四川卫视
- 贵州卫视
- 云南卫视
- 西藏卫视
- 陕西卫视
- 甘肃卫视
- 青海卫视
- 宁夏卫视
- 新疆卫视
- 兵团卫视
- 深圳卫视
- 北京纪实科教
- 内蒙古蒙语
- 四川康巴
- 西藏藏语
- 青海藏语
- 新疆维语
- 新疆哈语
- 延边卫视
- 陕西农林

### 定向覆盖节目（高清电视）
- 西藏藏语高清
- 昌都综合高清

### 定向覆盖节目（标清电视）
- 新疆维语综艺
- 新疆哈语综艺
- 新疆维语经济生活
- 新疆少儿
- 三沙卫视
- 拉萨综合频道
- 宁夏公共
- 宁夏经济
- 宁夏文旅
- 宁夏少儿
- 内蒙古蒙语文化
- 内蒙古新闻综合
- 内蒙古经济生活
- 内蒙古农牧频道
- 内蒙古文体娱乐
- 内蒙古少儿
- 四川乡村
- 林芝综合频道

### 全国覆盖节目（广播）
- 中国之声
- 经济之声
- 音乐之声
- 民族之声
- 经典音乐广播
- 中华之声
- 神州之声
- 大湾区之声
- 乡村之声
- 文艺之声
- 老年之声
- 藏语广播
- 阅读之声
- 维语广播
- 哈语广播
- 香港之声
- 中国交通广播
- 英语综合广播
- 国际流行音乐广播
- 环球资讯广播
- 北京新闻广播
- 河北综合广播
- 山西综合广播
- 辽宁综合广播
- 黑龙江新闻广播
- 江苏新闻综合广播
- 浙江综合广播
- 安徽综合广播
- 江西综合新闻广播
- 山东综合广播
- 河南新闻广播
- 湖南综合广播
- 吉林新闻综合广播
- 广东新闻广播
- 广西综合广播
- 海南新闻广播
- 福建新闻综合广播
- 陕西新闻广播
- 贵州综合广播
- 云南新闻广播
- 四川综合广播
- 青海新闻综合广播
- 宁夏新闻广播
- 新疆汉语综合广播
- 内蒙古新闻综合广播
- 西藏康巴语广播
- 西藏汉语广播
- 西藏藏语广播
- 青海安多藏语广播

### 定向覆盖节目（广播）
- 四川民族广播
- 新疆汉语新闻广播
- 新疆维语综合广播
- 新疆哈语综合广播
- 新疆蒙柯语综合广播
- 新疆维语文艺广播
- 新疆柯语综合广播
- 宁夏交通广播
- 宁夏经济广播
- 宁夏都市广播
- 宁夏音乐广播
- 内蒙古蒙语新闻综合广播
- 内蒙古新闻广播
- 内蒙古汉语新闻综合广播
- 内蒙古交通之声
- 内蒙古经济生活广播
- 内蒙古音乐之声
- 内蒙古评书曲艺广播
- 内蒙古农村牧区广播
- 南海之声广播